# Гай Цейоній Руфій Волузіан Лампадій
Гай Цейоній Руфій Волузіан Лампадій (*Gaius Caeionius Rufius Volusianus Lampadius, д/н — після 366) — державний діяч часів пізньої Римської імперії.

## Життєпис
Походив з патриціанського роду Цейоніїв Волузіанів. Син Гая Цеойнія Руфія Альбіна, консула 335 року, та Лампадії. На честь матері додав додаткове ім'я до родинного (за тодішньою традицією). Здобув гарну освіту. У 337 році стає претором. Під час своєї каденції за власний кошт влаштував чудові ігри, проте своєю пихою спровокував повстання містян.
У 340 році отримує посаду коректора (намісника), проте невідомо якої саме області Італії. після цього йдуть нез'ясовані роки, можливо, пов'язані з участю в поганській опозиції до християнських імператорів Костянтина II та Константа. Можливо, в цей період оженився на представниці заможного італо-етруського роду.
У 354 році призначається преторіанським префектом Галлії, змінивши Вулкація Руфіна. На цій посаді перебував до 355 року. Після цього повертається до Риму. У 365—366 роках перебував на посаді міського префекту Риму. Багато зробив для відремонтування численних пам'яток міста, наказавши поставити своє ім'я як будівничого, а не відновлювача. Пихата поведінка викликала спалах протистояння, під час якого було спалено будинок його родича лампадія, консуляра провінції Валерія. Про подальшу долю відсутні відомості.

## Родина
Дружина — Цеціна Лоліана, жриця Ізіди, донька Руфія Цеціни Постуміана.
Діти:
- Гай Цейоній Руфій Альбін, міський префект Риму у 389—391 роках
- Публій Цейоній Цеціна Альбін, понтифік